# Reducirana masa
Reducirana masa (oznaka {\displaystyle m_{\text{red}}\,} ali {\displaystyle \mu \,}) je »efektivna« vztrajnostna masa, ki se pojavlja v problemu dveh teles Newtonove mehanike. To je količina, ki omogoča reševanje problema dveh teles kot, da bi imeli problem z enim telesom. 
Reducirane mase ne smemo zamenjati z efektivno maso, ki je pojem, ki se uporablja v fiziki trdne snovi.
Predpostavimo, da imamo dve masi {\displaystyle m_{1}\,} in {\displaystyle m_{\,}}, potem je njuna reducirana masa enaka:
{\displaystyle m_{\text{red}}=\mu ={\cfrac {1}{{\cfrac {1}{m_{1}}}+{\cfrac {1}{m_{2}}}}}={\frac {m_{1}m_{2}}{m_{1}+m_{2}}}\ \,}
To lahko zapišemo kot 
{\displaystyle \quad {1 \over m_{\text{red}}}={1 \over m_{1}}+{1 \over m_{2}}\ .}
Če je {\displaystyle m_{1}\geq m_{2}}, ima težje telo reducirano maso med {\displaystyle m_{2}/2\,} in {\displaystyle m_{2}\,}. 
 
V večini primerov se masi večjega in manjšega telesa močno razlikujeta (gibanje planetov, gibanje elektronov v polju atomskega jedra). V teh primerih velja
{\displaystyle m_{\text{red}}={\frac {m_{2}}{1+m_{2}/m_{1}}}\approx m_{2}\left(1-{\frac {m_{2}}{m_{1}}}\right)\approx m_{2}\ .}

## Problem n teles
Za n teles je reducirana masa enaka: 
{\displaystyle m_{\text{red}}=\left(\sum _{i=1}^{n}{\frac {1}{m_{i}}}\right)^{-1}}

## Zunaje povezave
- Definicija reducirane mase Arhivirano 2010-06-09 na Wayback Machine. (angleško)
- Uporabe reducirane mase pri gibanju nebesnih teles (angleško)
- kalkulator za izračun reducirane mase Arhivirano 2010-06-13 na Wayback Machine. (angleško)